# Grinderman
Grinderman byla britská rocková skupina z Londýna hrající mezi lety 2006–2011. Členy byli Nick Cave, Warren Ellis, Martyn P. Casey a Jim Sclavunos.

## Historie
Skupina Grinderman byla založená v roce 2006 v Londýně. Jejími členy byli Nick Cave (zpěv, kytara, klavír), Warren Ellis (kytara, housle, viola), Martyn P. Casey (baskytara, kytara) a Jim Sclavunos (bicí, perkuse). Všichni členové zároveň působili v Caveově domovské kapele The Bad Seeds. Své první album nazvané Grinderman skupina vydala v roce 2007, druhé Grinderman 2 následovalo v roce 2010. Kapela původně, když šla do studia za účelem nahrát své první album, neměla název. Členové zvažovali různé možnosti, až nakonec zvolili název Grinderman, a to podle písně „Grinder Man“ od Johna Lee Hookera. Ta zase svůj název dostala podle písně „Grinder Man Blues“ od Memphis Slima. Svou činnost skupina ukončila v roce 2011 a v dubnu 2013 byla pro jeden koncert obnovena. Cave v roce 2018 ohledně možného reunionu kapely uvedl, že je to možné, ale čím budou členové starší, tím bude Grinderman lepší.